# Robert Bontine Cunninghame Graham

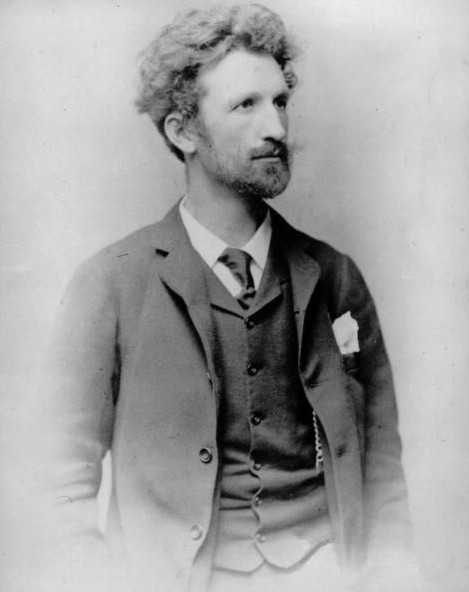
Robert Bontine Cunninghame Graham

Robert Bontine Cunninghame Graham (24 de mayo de 1852, Londres, Reino Unido - 20 de marzo de 1936, Buenos Aires, Argentina) fue un político, escritor, periodista y aventurero escocés. Fue miembro del Partido Liberal y el primer diputado socialista en el Parlamento del Reino Unido; uno de los fundadores y primer Presidente del Partido Socialista Escocés (SLP) 1888 – 1893; uno de los fundadores del Partido Nacional de Escocia (NPS) en 1928 y el primer Presidente del Partido Nacionalista Escocés (SNP) en 1934.

## Juventud
Cunninghame Graham era el hijo mayor del Comandante William Bontine, de la milicia de Renfrew, (quien fuera Corneta en el Regimiento de Caballería Royal Scots Greys en el que sirvió en Irlanda). Su madre era la honorable Anne-Elizabeth, la hija menor del Almirante Charles Elphinstone-Fleeming of Cumbernauld y de una dama de la nobleza española, Doña Catalina Paulina Alejandro de Jiménez, quien junto a su segundo marido, el almirante James Katon, influyó en gran medida en la educación de su nieto en la Isla de Wight. Es por eso que el primer idioma que aprendió Cunninghame Graham fue el español, la lengua materna de su madre. El joven Robert pasó la mayor parte de su infancia con sus hermanos menores, Charles y Malise, en las fincas familiares escocesas de Finalystone en Renfrewshire y Ardoch en Dunbartonshire.

## Aventuras internacionales
Después de haber sido educado en Harrow, un internado privado muy famoso en Inglaterra, Robert completó sus estudios en Bruselas, Bélgica. A los 17 años realiza su primer viaje a la Argentina intentando hacer fortuna en una estancia dedicada a la ganadería. Se hizo conocer como gran jinete, conoció y admiró al gaucho, luchó contra los indígenas y hasta se vio forzado a participar en una revolución. Fue llamado cariñosamente Don Roberto, apodo que lo acompañó toda su vida. También viajó a Marruecos disfrazado de jeque árabe, intentando visitar la Ciudad prohibida; siguió los rastros de antiguas minas de oro en España; conoció el lejano Oeste, donde entabló amistad con William Cody, popularmente conocido como Buffalo Bill en Texas e incluso enseñó esgrima en México tras haber viajado allí desde San Antonio de Béjar en una caravana de carromatos con su joven novia “Gabriela Chideock de la Balmondière” (sic) una poetisa y escritora que decía ser medio francesa y medio chilena, aunque en realidad su nombre era Caroline Stansfield Horsfall y era hija de un médico de Ripon, Yorkshire.

## Un converso al socialismo
Después de la muerte de su padre en 1883, Robert tomó el apellido Cunninghame Graham (en lugar de el de Bontine) y regresó al Reino Unido donde se interesó en la política. Empezó a asistir a las reuniones socialistas, donde escuchó y conoció a William Morris, George Bernard Shaw, H.M. Hyndman, John Burns y Keir Hardie. A pesar de sus origines aristocráticos, Cunninghame Graham se convirtió al socialismo y empezó a participar activamente en reuniones públicas. Era un orador extraordinario y fue sumamente bueno confrontando con adversarios más provocadores.

## Diputado del Partido Liberal
Aunque socialista, se presentó a las elecciones general de 1886 como candidato del Partido Liberal, representando al distrito electoral de North West Lanarkshire. Su programa electoral, muy radical, estaba basado en las siguientes propuestas: 
- Abolición de La Cámara de los Lores
- Sufragio universal
- Nacionalización de tierras, minas y otras industrias
- Alimentación escolar gratuita
- Separación del Estado y de la Iglesia Anglicana
- Autogobierno para Escocia
- Establecimiento de la jornada laborable de ocho horas

Con el apoyo de los Liberales y los Socialistas, derrotó al candidato del Partido Unionista por 322 votos. Robert ya se había presentado contra el mismo candidato en las elecciones de 1885, en la que fue derrotado por más de 1100 votos.
Se negó a aceptar las convenciones de la Cámara de los Comunes británica. El 12 de septiembre de 1887 fue suspendido en el Parlamento por incurrir en lo que se llamó "referencia irrespetuosa" hacia la Cámara de los Lores. La "referencia irrespetuosa" consistió en proferir una palabrota. La "palabrota" había sido: “maldito” (damn).
Las principales preocupaciones de Cunninghame Graham en la Cámara de los Comunes fueron la difícil situación de los desempleados y la preservación de las libertades civiles. En 1886 y 1887 se quejó de los intentos de la policía para impedir las reuniones públicas y la libertad de expresión. Asistió a la manifestación de protesta en Trafalgar Square el 13 de noviembre de 1887 que fue disuelta por la policía y que pasá a la Historia con el nombre de "Domingo Sangriento". Cunninghame Graham fue brutalmente golpeado durante su detención y trasladado a la comisaría de Bow Street; comisaría en la que su tío, el coronel William Hope VC, intentó pagar la fianza. Tanto Cunninghame Graham, que fue defendido por H. H. Asquith como John Burns fueron declarados culpables por su participación en la manifestación y fueron condenados a pasar seis semanas a la sombra.
Cuando salió de la cárcel de Pentonville, continuó su campaña para mejorar los derechos de los trabajadores y poner freno a su explotación económica. Fue suspendido de la Cámara de los Comunes en diciembre de 1888 por protestar por las condiciones del trabajo en cadena. Su repuesta al Presidente de la Cámara: “Nunca renuncio” fue utilizada más tarde por su amigo George Bernard Shaw en su obra “El hombre y las armas”.

## Posiciones sobre la Independencia de Escocia y el Partido Laborista Escocés
Era un firme partidario de la independencia de Escocia. En 1886 había ayudado a establecer la Asociación Autónoma Escocesa (SHRA), mientras que en la Cámara de los Comunes realizó varios intentos para convencer a los diputados de la conveniencia de un parlamento escocés. En una ocasión, dijo en broma que quería “un parlamento nacional en el que tendré el placer de saber que los impuestos se desperdiciarán en Edimburgo, pero no en Londres”.
Durante su actuación en la Cámara de los Comunes, se tornó cada vez más radical y pasó a fundar el Partido Socialista Escocés (SLP) con Keir Hardie. Cunninghame Graham permaneció en el Partido Liberal hasta 1892, en que lo dejó para presentarse como candidato Socialista en las elecciones generales.
Cunninghame Graham apoyó los trabajadores en sus conflictos laborales y participó activamente con Annie Besant en la Huelga de las Vendedoras de Fósforos (the Matchgirls Strike) y en la Huelga de los Estibadores de 1889. En julio de 1889, asistió al 2° Congreso Marxista Internacional en París con James Keir Hardie, William Morris, Eleanor Marx and Edward Aveling. El año siguiente, pronunció un discurso en Calais que fue considerado por las autoridades de ser tan revolucionario que fue detenido y expulsado de Francia.
Era partidario de la jornada laboral de ocho horas e hizo varios intentos para introducir un proyecto de ley sobre el tema. Obtuvo algunos progresos sobre estas cuestiones en el verano de 1892, pero no logró persuadir al gobierno Conservador y Unionista dirigido por Lord Salisbury, que se tomase el tiempo necesario para que el proyecto de ley fuese correctamente debatido.
En las elecciones generales de 1892, se presentó como candidato al Partido Laborista Parlamentario Escocés en Glasgow Camlachie (un nuevo distrito electoral). Pero fue derrotado y este fue el fin de su carrera parlamentaria. No obstante se mantuvo activo en los círculos políticos y ayudó a su colega Keir Hardie para dar nacimiento al Partido Laborista Independiente y entrar en el Parlamento como diputado por el West Ham.
Creyó firmemente en la autonomía escocesa. Tomó parte activa en la creación del Partido Nacional de Escocia (NPS) en 1928 y fue elegido primer presidente del Partido Nacional Escocés (SNP) en 1934. Varias veces fue candidato por la Asociación Nacionalista Escocesa de la Universidad de Glasgow para las elecciones de Lord Rector, la última que perdió -por solo sesenta y siete votos- fue contra Primer ministro, Stanley Baldwin.

## Escritor
Publicó un gran número de libros y artículos. Los temas incluían historia, biografía, poesía, ensayos, política, viaje y diecisiete recopilaciones de cuentos. Los títulos más famosos incluyen Padre Arcángel de Escocia (1896, junto con su esposa Gabriela); Trece Historias (1900); Éxito (1902); Historias Escocesas (1914); Brought Forward (1916); y Esperanza (1917). Las biografías son: Hernando de Soto (1903); Doughty Deeds (1925), una biografía de su tatara-tatara-abuelo, Robert Graham of Gartmore, y Retrato de un Dictador (1933).
Su sobrina nieta y biógrafa, Jean, Lady Polwarth, publicó un colección de sus cuentos (o breves ensayos) titulada Beattock para Moffat y los Mejores de Cunninghame Graham (1979) y Alexander Maitland añadido a su selección del título Cuentos de Jinetes (1981). El profesor John Walter publicó colecciones de cuentos por lugar: América del Sur (1978), Escocia (1981) y Norteamérica (1986). Kennedy & Boyd han publicado nuevamente sus historias y ensayos breves en cinco volúmenes.
En 1988, The Century Travellers reimprimió su Mogreb-el-Acksa (1898) y La Arcadia Perdida (1901), siendo este último, en parte, la inspiración para la película premiada "Misión" (1986). Más recientemente, The Long Riders Guild Press ha reproducido sus obras de viajes ecuestres en su colección de Cunninghame Graham y Kessinger Publishing ha reimpreso unas dieciséis obras hasta la fecha.
Cunninghame Graham ayudó a Joseph Conrad, quien había introducido a su editor en el Duckworth, Edward Garnett, con la investigación para su novela “Nostromo”. Otros amigos literarios: Ford Madox Ford, John Galsworthy, Hudson, George Bernard Shaw (que admite abiertamente su deuda con él para “La Conversión del Capitán Brassbound”, así como una línea clave en “El hombre y las armas”) y G K Chesterton, quien lo proclamó “El príncipe de Escritores de prefacios” y además pronunció la célebre frase de su autobiografía, “que si bien a Cunninghame Graham nunca se le permitió ser primer ministro, logró en cambio la aventura de ser Cunninghame Graham”, que Shaw describió como “un logro tan fantástico que nunca se habría creído como novela”.

## Cunninghame Graham en las Artes
Fue un firme partidario de los artistas de su época y un modelo popular entre estos. Posaba para artistas como Sir William Rothenstein RA, que pintó a Don Roberto como “El Esgrimista”; Sir John Lavery RA cuyo retrato famoso “Don Roberto: Comandante del Rey de Aragón en las dos Sicilias” cuya reproducción se apreciaba en la portada de la edición de Penguin Books de Nostromo de J. Conrad; y G. P. Jacomb-Hood RBA quien pintó su retrato oficial al entrar al parlamento y quien, junto a J. M. Whistler, eran amigos personales. George Washington Lambert lo ha pintado al óleo con su caballo "Pampa". También hay bustos por Weiss y Jacob Epstein RA. El artista William Strang (nació en Dumbarton) lo utilizó como modelo en su serie de grabados de Don Quijote. No es de extrañar que estuviera a merced de caricaturistas y humoristas, el más famoso de los cuales fue probablemente SPY.

## Últimos años
Se mantuvo vivaz y aun a sus 80 años montaba a caballo a diario. Siguió escribiendo, ocupó el cargo de Presidente de la Sección Escocesa del PEN Club y no dejó de involucrarse en política. Murió de neumonía el 20 de marzo de 1936 en el Plaza Hotel de Buenos Aires, Argentina, después de visitar el lugar de nacimiento de su amigo Guillermo Enrique Hudson. Su cuerpo fue velado en la capilla ardiente montada en la Casa del Teatro y recibió un homenaje nacional encabezado por el presidente de la República Argentina Agustín Pedro Justo. Detrás de la carroza fúnebre donde se transportaron sus restos hasta el puerto de Buenos Aires, marchaban dos caballos criollos como homenaje al gran jinete y amigo. Sus restos volvieron a su patria para ser enterrado al lado de su esposa en el Priorato agustino en ruinas de Inchmahome en la isla del mismo nombre, en el Lago de Menteith, Stirlingshire.
Al año siguiente, en junio de 1937, se erigió en su honor el “Memorial Cunninghame Graham”, inaugurado en una ceremonia en Castlehill, Dumbarton, cerca de su casa familiar de Ardoch. Más tarde fue trasladó al pueblo de Gartmore, más cerca de la finca principal de los Graham, que Don Roberto se había visto obligado a vender en 1901 al magnate naviero y fundador del Clan Line, Sir Charles Cayzer Bt. Sus propiedades en Ardoch pasaron a su sobrino, el Capitán y luego Almirante Sir Angus Edward Malise Bontine Cunninghame Graham, el único hijo de su hermano, el capitán de fragata Charles Elphinstone-Fleeming Cunninghame Graham.
Actualmente existe una calle con su nombre en Buenos Aires.